# Polymeria
Polymeria, biljni rod iz porodice slakovki, dio tribusa Convolvuleae. Sastoji se od osam vrsta trajnica iz Australije, Malih sundskih otoka i Nove Kaledonije
Opisan je u Prodromus Florae Novae Hollandiae 488. 1810.

## Vrste
1. Polymeria ambigua R.Br.
2. Polymeria angusta F.Muell.
3. Polymeria calycina R.Br.
4. Polymeria distigma Benth.
5. Polymeria longifolia Lindl.
6. Polymeria marginata Benth.
7. Polymeria mollis (Benth.) Domin
8. Polymeria pusilla R.Br.